# Fischbach/Rhön
Fischbach/Rhön è una frazione della città tedesca di Kaltennordheim.